# The Front
The Front é um filme norte-americano de 1976, do gênero comédia dramática, dirigido por Martin Ritt  e estrelado por Woody Allen e Zero Mostel.
The Front é o primeiro filme estrelado por Woody Allen a não ter um formato especificamente cômico e serve de ponte para os trabalhos do ator/diretor que viriam a seguir.
Vários nomes envolvidos na produção, que trata de profissionais do cinema e TV perseguidos pelo macartismo, foram efetivamente incluídos na lista negra do Comitê de Atividades Antiamericanas: Martin Ritt, Walter Bernstein, Zero Mostel, Herschel Bernardi, Lloyd Gough e Joshua Shelley.

## Sinopse
Howard Prince trabalha em um bar. Certo dia, seu amigo roteirista de TV Alfred Miller diz a ele que fora banido de todas as emissoras por causa de suas tendências políticas de esquerda. Alfred, então, faz a ele uma proposta irrecusável: que Howard passe a assinar seus roteiros e fique com uma parte do produto das vendas.
A empreitada se revela um sucesso e logo Howard se torna o laranja de vários outros integrantes da lista negra de Hollywood. De quebra, ganha o coração de Florence, uma bela funcionária de umas das redes de TV.
Porém, o comediante Hecky Brown, que já tivera seus dias de socialista, vê o passado atormentá-lo novamente: para conseguir manter o emprego, ele deverá investigar algumas figuras suspeitas. Entre elas Howard Prince, que parece um pouquinho inocente demais...

## Premiações
| Patrocinador                                            | Prêmio       | Categoria                                      | Situação  |
| ------------------------------------------------------- | ------------ | ---------------------------------------------- | --------- |
| Academia de Artes e Ciências Cinematográficas           | Oscar        | Melhor Roteiro Original                        | Indicado  |
| Associação de Correspondentes Estrangeiros de Hollywood | Golden Globe | Revelação Feminina (Andrea Marcovicci)         | Indicado  |
| British Academy of Film and Television Arts             | BAFTA        | Melhor Ator Coadjuvante - Cinema (Zero Mostel) | Indicado  |
| National Board of Review                                | NBR          | Dez Melhores Filmes de 1976                    | Escolhido |
| Sindicato dos Roteiristas Norte-Americanos              | WGA          | Melhor Roteiro - Drama                         | Indicado  |

## Elenco
| Ator/Atriz        | Personagem       |
| ----------------- | ---------------- |
| Woody Allen       | Howard Prince    |
| Zero Mostel       | Hecky Brown      |
| Herschel Bernardi | Phil Sussman     |
| Michael Murphy    | Alfred Miller    |
| Andrea Marcovicci | Florence Barrett |
| Remak Ramsay      | Hennessey        |
| Marvin Lichterman | Myer Prince      |
| Lloyd Gough       | Delaney          |
| David Margulies   | Phelps           |
| Joshua Shelley    | Sam              |
| Norman Rose       | Advogado         |
| Charles Kimbrough | Advogado         |
| Danny Aiello      | Danny LaGattuta  |